# Österreichische Handballmeisterschaft (Frauen) 2018/19
Die 48. Saison der Women Handball Liga Austria (WHA) begann am 8. September 2018.
In der höchsten österreichischen Frauenliga waren 12 Mannschaften vertreten.

## Modus
Im Grunddurchgang spielten die zwölf Mannschaften ein Doppelrundenturnier. Die beiden erstplatzierten Mannschaften erreichten das WHA-Finale, das in zwei Spielen im Europacup-Modus ausgetragen wurden.

## Grunddurchgang
| Pl. | Verein                                | Sp. | S  | U | N  | Tore      | Diff. | Punkte |
| --- | ------------------------------------- | --- | -- | - | -- | --------- | ----- | ------ |
| 1.  | Hypo NÖ                               | 22  | 22 | 0 | 0  | 0719:4140 | +305  | 44     |
| 2.  | WAT Atzgersdorf                       | 22  | 18 | 1 | 3  | 0626:5230 | +103  | 37     |
| 3.  | MGA Fivers                            | 22  | 18 | 0 | 4  | 0675:5320 | +143  | 36     |
| 4.  | HIB Handball Graz                     | 22  | 14 | 0 | 8  | 0602:5660 | +36   | 28     |
| 5.  | UHC Müllner Bau Stockerau             | 22  | 11 | 2 | 9  | 0623:5830 | +40   | 24     |
| 6.  | SSV Dornbirn Schoren                  | 22  | 11 | 0 | 11 | 0622:6150 | +7    | 22     |
| 7.  | HC Sparkasse BW Feldkirch             | 22  | 8  | 0 | 14 | 0540:5740 | −34   | 16     |
| 8.  | Roomz Hotels ZV Handball Wr. Neustadt | 22  | 7  | 1 | 14 | 0601:6400 | −39   | 15     |
| 9.  | Perchtoldsdorf Devils/Vöslauer HC     | 22  | 6  | 2 | 14 | 0532:6510 | −119  | 14     |
| 10. | UHC Eggenburg                         | 22  | 6  | 0 | 16 | 0587:6250 | −38   | 12     |
| 11. | ATV Auto Pichler Trofaiach            | 22  | 4  | 1 | 17 | 0507:6840 | −177  | 9      |
| 12. | Union St. Pölten (Frauen)             | 22  | 3  | 1 | 18 | 0504:7310 | −227  | 7      |

In dieser Saison zeigte sich generell bei den WHA-Klubs der Trend, die Trainerstäbe zu verbessern. Im Allgemeinen traten die Teams bei den WHA-Spielen organisierter auf als noch vor einigen Jahren. Hypo Niederösterreich schaffte dennoch einen souveränen Durchmarsch mit makelloser Bilanz. Das Rennen um den zweiten Finalplatz zwischen WAT Atzgersdorf und den MGA Fivers entschieden im Finish die Atzgersdorferinnen für sich.
Im März 2019 trennte sich SSV Dornbirn/Schoren, mit sofortiger Wirkung, von vier WHA-Spielerinnen, denen vereinsschädigendes Verhalten vorgeworfen wurde. Bei einer Vereinsfeier sollen sie unangemessen Kritik an der Klubführung geäußert haben. Obmannstellvertreterin Claudia Preg und Kassierin Maria Greber traten daraufhin zurück. Wegen des sportlich mäßigen Abschneidens der Dornbirnerinnen wurde auch Ausra Fridrikas als Trainerin abgelöst.
Für Union St. Pölten endete die Saison traurig: nur ein Jahr nach dem größten Erfolg (das Erreichen des Cupfinales 2018) stieg man aus der WHA ab.

## Finale
| 16.05.2019 | WAT Atzgersdorf - Hypo NÖ | 22:18 |
| 19.05.2019 | Hypo NÖ - WAT Atzgersdorf | 23:21 |

Das ÖHB-Finale der Saison 2018/19 endete mit einer großen Überraschung, nach 42 Jahren musste Hypo erstmals den Meistertitel abgeben.